# Riccardia palmata
Espèce
Riccardia palmata est une espèce d'hépatique de la famille des Aneuraceae. C'est une espèce cosmopolite présente dans les zones tempérées fraiches.

## Description
Les thalles de Riccardia palmata sont très ramifiés, avec des branches de 0,5 mm de large. ces thalles tapissent les troncs pourrissants, s'en détachant comme une foule de petites mains d'un vert terne. Cette espèce est dioïque. Riccardia latifrons est monoïque et se trouve parfois sur les troncs. Elle est généralement d'un vert plus pâle et a des thalles plus larges et moins ramifiés. 

## Répartition et habitat
Riccardia palmata est caractéristique des troncs en décomposition dans les forêts humides, bien qu'on la trouve parfois sur la tourbe. R. palmata est étrangement rare et imprévisible sur de nombreux sites apparemment adéquats. 

## Systématique
Le nom correct complet (avec auteur) de ce taxon est Riccardia palmata (Hedw.) Carruth..
L'espèce a été initialement classée dans le genre Jungermannia sous le basionyme Jungermannia palmata Hedw..
Ce taxon porte en français les noms vernaculaires ou normalisés suivants : aneure palmée, jongermanne palmée, riccardie palmée.
Riccardia palmata a pour synonymes :
- Aneura palmata f. arenaria Nees
- Aneura palmata f. attenuata Nees
- Aneura palmata f. chordacea Kavina
- Aneura palmata f. concinna Nees
- Aneura palmata f. conferta Nees
- Aneura palmata f. crispula Kavina
- Aneura palmata f. elongata Meyl.
- Aneura palmata f. innovans Nees
- Aneura palmata f. laxa Nees
- Aneura palmata f. leptomera Nees
- Aneura palmata f. polyblasta Nees
- Aneura palmata f. prolifera Nees
- Aneura palmata f. saxicola Nees
- Aneura palmata var. laxa (Nees) Debat
- Aneura palmata var. polyblasta Nees
- Aneura palmata (Hedw.) Dumort.
- Aneura tosana Steph.
- Blasia palmata (Hedw.) Fr.
- Gymnomitrion palmatum (Hedw.) Huebener
- Jungermannia fruticulosa (O.F.Müll.) Sm.
- Jungermannia multifida var. palmata (Hedw.) Gray
- Jungermannia multifida var. palmata (Hedw.) Hartm.
- Jungermannia palmata var. polyphylla (Sw.) Steud.
- Jungermannia palmata Hedw.
- Jungermannia polyphylla Sw.
- Metzgeria fruticulosa (O.F.Müll.) A.Evans
- Metzgeria furcata f. fruticulosa (O.F.Müll.) Kavina
- Metzgeria furcata var. fruticulosa (O.F.Müll.) Lindb.
- Metzgeria glabra f. fruticulosa (O.F.Müll.) Zodda
- Metzgeria palmata (Hedw.) Corda
- Riccardia palmata f. elongata (Meyl.) Verd.
- Riccardia palmata f. laxa (Nees) Dalla Torre & Sarnth.
- Riccardia tosana (Steph.) S.Hatt.
- Riccia fruticulosa O.F.Müll.
- Roemeria palmata (Hedw.) Raddi
- Sarcomitrium palmatum (Hedw.) Corda